# 4462 Vaughan
4462 Vaughan este un asteroid din centura principală, descoperit pe 24 aprilie 1952, de McDonald Observatory.